# Reproduktionsverfahren
Als Reproduktionsverfahren bezeichnet man Techniken zum Duplizieren von Objekten oder Symbolen.
Das bedeutendste Reproduktionsverfahren für alphabetische Texte ist der Druck, ein weiteres ist die Fotokopie.
Zu den Reproduktionsverfahren für Bilder zählen u. a. der xylografische Verfahren wie der Holzschnitt sowie der Kupferstich und die Lithografie.
Die historischen Reproduktionsverfahren für Fotografien bezeichnet man als Edeldruckverfahren
Siehe auch: Speicherverfahren, Übermittlungsverfahren, Portal:Fotografie